# Ташлыкуль (Буздякский район)
Ташлыку́ль (баш. Ташлыкүл) — село в Буздякском районе Республики Башкортостан Российской Федерации. Входит в состав Гафурийского сельсовета.

## География

### Географическое положение
Расстояние до:
- районного центра (Буздяк): 12 км,
- ближайшей ж/д станции (Буздяк): 12 км.

## Население
| 2002 | 2009 | 2010 |
| ---- | ---- | ---- |
| 340  | ↗360 | ↘318 |

Национальный состав
Согласно переписи 2002 года, преобладающие национальности — башкиры (66 %), татары (27 %).